# Bora-Bora (álbum)
Bora-Bora é o quarto álbum de estúdio dos Paralamas do Sucesso, lançado em 1988. O disco tem como característica um lado A mais alegre e animado e um lado B mais introspectivo, que reflete o fim do romance entre Herbert e Paula Toller.
Também se trata da primeira experiência de produção própria da banda, o que continua no álbum seguinte, e marca a entrada definitiva dos sopros no som dos Paralamas.
O álbum tem sucessos como "O Beco", "Quase um Segundo", "Uns Dias", "Dois Elefantes", "Um a Um" e "Fundo do Coração". Vendeu cerca de 200 mil cópias.

## Faixas
Todas as faixas por Herbert Vianna, exceto onde anotado.
| N.º | Título                                                        | Duração |  |
| 1.  | "O Beco" (Bi Ribeiro/Herbert Vianna)                          | 03:12   |  |
| 2.  | "Bundalelê" (Bi Ribeiro/João Barone/Herbert Vianna)           | 02:28   |  |
| 3.  | "Bora-Bora"                                                   | 05:00   |  |
| 4.  | "Sanfona" (Bi Ribeiro/Herbert Vianna)                         | 02:59   |  |
| 5.  | "Um a Um" (Edgar Ferreira)                                    | 03:08   |  |
| 6.  | "Fingido"                                                     | 03:46   |  |
| 7.  | "Don't Give Me That" (Bi Ribeiro/Peter Clarke/Herbert Vianna) | 00:45   |  |
| 8.  | "Uns Dias"                                                    | 04:04   |  |
| 9.  | "Quase Um Segundo"                                            | 04:40   |  |
| 10. | "Dois Elefantes"                                              | 04:42   |  |
| 11. | "Três"                                                        | 02:58   |  |
| 12. | "Impressão" (Bi Ribeiro/João Barone/Herbert Vianna)           | 03:31   |  |
| 13. | "O Fundo do Coração"                                          | 03:00   |  |
| 14. | "The Can" (Bi Ribeiro/Peter Clarke/Herbert Vianna)            | 02:56   |  |

## Ficha técnica
- Herbert Vianna - guitarra e voz
- Bi Ribeiro - baixo
- João Barone - bateria e percussão
- João Fera - teclados
- Mattos Nascimento - trombone
- Humberto Araújo - saxofone
- Don Harris - trompete
- George Israel - sax em "O Fundo do Coração"
- Charly García - piano em "Quase um Segundo"
- Peter Metro - toast em "Don't Give Me That" e "The Can"

## Curiosidades
- No aniversário de 30 anos do "Bora Bora", João Barone fez um faixa a faixa do álbum no especial Rock Brasil 3.0, da rádio Unisinos FM, contando curiosidades e histórias sobre a gravação do disco. A entrevista pode ser ouvida no link: https://soundcloud.com/unisinosfm/rock-brasil-30-paralamas-do-sucesso-bora-bora-podcast